# سیوداد ساهاگون
سیوداد ساهاگون (به اسپانیایی: Ciudad Sahagún) یک منطقهٔ مسکونی در مکزیک است که در ایالت ایدالگو واقع شده‌است. سیوداد ساهاگون ۲۸٬۶۰۹ نفر جمعیت دارد و ۲٬۴۵۰ متر بالاتر از سطح دریا واقع شده‌است.